# Karin Proia
Karin Proia (Latina, 14 marzo 1974) è un'attrice, regista e sceneggiatrice italiana.

## Biografia
Nata a Latina e cresciuta a Borgo Podgora, inizia a lavorare come modella a 17 anni. Partecipa, anche cantando e ballando, a trasmissioni come Non è la Rai, Bulli e pupe, Numero Uno di Pippo Baudo, Scommettiamo che...? e Il grande gioco dell'oca. Consegue la maturità artistica specializzandosi in ceramica all'Istituto Statale d'Arte "Juana Romani" di Velletri. Si iscrive al DAMS de La Sapienza. Nel 2006 frequenta un corso di montaggio. Studia musica diplomandosi al Conservatorio Licinio Refice di Frosinone, suona il pianoforte. Nel 1995 debutta in teatro nella tragedia di Arthur Miller, Uno sguardo dal ponte di Teodoro Cassano (replicata per quattro anni e realizzata anche per la TV), dove interpreta Catherine, innocente causa della passione dello zio Eddie Carbone (Michele Placido).
Successivamente recita in film come: Cinque giorni di tempesta (1996) di Francesco Calogero, Terra bruciata (1999) e Ragazze a mano armata (2012) di Fabio Segatori, Segreti di famiglia (2001) di Dennis Berry, Boris - Il film (2011) di Giacomo Ciarrapico, Mattia Torre e Luca Vendruscolo. Per la televisione è protagonista di numerose fiction, tra cui: La vita che verrà (1999) di Pasquale Pozzessere, Lui e lei 2 (1999) di Luciano Manuzzi ed Elisabetta Lodoli, Vola Sciusciù (2000) di Joseph Sargent, Crociati (2001) di Dominique Othenin-Girard, Lo zio d'America (2002) di Rossella Izzo, Vite a perdere (2004) di Paolo Bianchini, Boris 2 (2008).
Torna in teatro nel 2005 con Prova a chiamarmi di Hal Salwen, regia di Pino Quartullo e nel 2006 in Liolà di Luigi Pirandello, dove interpreta il ruolo di Tuzza, regia di Gigi Proietti. Dal 2008 al 2010 è tra i protagonisti della serie cult Boris. Nel 2008 realizza anche la sua prima regia, un cortometraggio da lei scritto dal titolo Farfallina, proiettato e premiato in vari festival in Italia e all'estero. Nel 2012 è in onda nel tv-movie Area Paradiso di Diego Abatantuono e Armando Trivellini e in Walter Chiari - Fino all'ultima risata di Enzo Monteleone.
Nel 2013 gira la sit-com per Rai 2 Ombrelloni e il film italo-tedesco La mia bella famiglia italiana per la regia di Olaf Kreinsen. Dal 2012 al 2018 su Canale 5 è una delle tre protagoniste nelle quattro stagioni de Le tre rose di Eva di Raffaele Mertes e Vincenzo Verdecchi. Nel maggio 2014 partecipa come concorrente a Si può fare!, il programma di Rai 1 condotto da Carlo Conti. Nel 2016 scrive e dirige il suo primo film, Una gita a Roma con Claudia Cardinale e Philippe Leroy e le musiche del Premio Oscar Nicola Piovani. Nella cinquina delle Nomination per miglior film e miglior opera prima, è premiato come miglior film straniero al FEFF2016 di Toronto. Premio del pubblico al RIFF2017 di Mosca, premio Cinecibo e Premio Speciale della Giuria alla miglior attrice esordiente per la piccola Tea Buranelli al Terra di Siena International Film Festival 2017, miglior produzione allo Spoleto Film Festival 2018. 
Nel 2016 riceve il premio internazionale artistico e cinematografico Vincenzo Crocitti nella categoria "Miglior attrice di fiction e serie tv".

### Vita privata
È sposata dal 2002 con il collega Raffaele Buranelli. La coppia ha avuto una figlia.

## Filmografia

### Attrice
- Cinque giorni di tempesta, regia di Francesco Calogero (1997)
- Uno sguardo dal ponte, regia di Luciano Odorisio – film TV (1997)
- Avvocato Porta, regia di Franco Giraldi – miniserie TV (1997)
- Amico mio, regia di Paolo Poeti – miniserie TV (1998)
- Terra bruciata, regia di Fabio Segatori (1999)
- La vita che verrà, regia di Pasquale Pozzessere – miniserie TV (1999)
- Lui e lei – serie TV, 8 episodi (1999)
- Vola Sciusciù, regia di Joseph Sargent – film TV (2000)
- Week-end, regia di Paola Columba – cortometraggio (2000)
- Don Matteo episodio 1x13 "Delitto accademico" – serie TV (2000)
- Arresti domiciliari, regia di Stefano Calvagna (2000)
- Crociati, regia di Dominique Othenin-Girard – miniserie TV (2001)
- Segreti di famiglia (Laguna), regia di Dennis Berry (2001)
- Lo zio d'America, regia di Rossella Izzo – serie TV (2002)
- Vite a perdere, regia di Paolo Bianchini – film TV (2004)
- Orgoglio capitolo secondo – serie TV (2005)
- Ho sposato un calciatore, regia di Stefano Sollima – miniserie TV (2005)
- Boris – serie TV (2008-2010, 2022)
- Salomè - Una storia, regia di Raffaele Buranelli – cortometraggio (2009)
- L'importanza di piacere ai gatti, regia di Claudia Nannuzzi – cortometraggio (2010)
- Italia bella mostrati gentile, regia di Augusto Fornari – cortometraggio (2010)
- Boris - Il film, regia di Giacomo Ciarrapico, Mattia Torre e Luca Vendruscolo (2011)
- Area Paradiso, regia di Diego Abatantuono e Armando Trivellini – film TV (2012)
- Walter Chiari - Fino all'ultima risata, regia di Enzo Monteleone – miniserie TV (2012)
- Ragazze a mano armata, regia di Fabio Segatori (2012)
- Le tre rose di Eva – serie TV, 4 stagioni (2012-2018) - Ruolo: Marzia Taviani
- Ombrelloni, regia di Riccardo Grandi – serie TV (2013)
- La mia bella famiglia italiana, regia di Olaf Kreinsen – film TV (2013)
- La fine, regia di Ruben Antonio Loera Perez – cortometraggio (2014)
- Una gita a Roma, regia di Karin Proia (2016)
- DIA, regia di Raffaele Buranelli – cortometraggio (2018)
- Il cinema non si ferma, regia di Marco Serafini (2020)
- Umami - Il quinto sapore, regia di Angelo Frezza (2021)
- Per un'ora d'amore, regia di Andree Lucini (2022)

### Regista
- Farfallina, cortometraggio (2008)
- Una gita a Roma (2016)
- Il segreto, cortometraggio (2018)
- Mezzanotte, cortometraggio (2018)

### Sceneggiatrice
- Farfallina, regia di Karin Proia – cortometraggio (2008)
- Salomè - Una storia, regia di Raffaele Buranelli – cortometraggio (2009)
- Una gita a Roma, regia di Karin Proia (2016)
- Padri, regia di Raffaele Buranelli – cortometraggio (2018)
- Il segreto, regia di Karin Proia – cortometraggio (2018)
- Mezzanotte, regia di Karin Proia – cortometraggio (2018)
- DIA, regia di Raffaele Buranelli – cortometraggio (2018)

## Teatro
- Uno sguardo dal ponte di Arthur Miller, regia di Teodoro Cassano (1995/1998)
- Fiori d'acciaio di Robert Harling, regia di Teodoro Cassano (1997/1998)
- Prova a chiamarmi di Hal Salwen, regia di Pino Quartullo (2005)
- Liolà di Luigi Pirandello, regia di Gigi Proietti (2006)
- Uomini sull'orlo di una crisi di nervi 2 di Rosario Galli & Alessandro Capone, regia di Marco Simeoli (2008)
- Quel venticinque Luglio a Villa Torlonia di Pier Francesco Pingitore, regia di Pier Francesco Pingitore (2010)
- Voglia di tenerezza di Dan Gordon, regia di Gino Zampieri (2010)
- Palco a due piazze, regia di Karin Proia (2013)
- Call Center 3.0, regia di Roberto D'Alessandro (2019)
- Palco a due piazze 2, regia di Karin Proia (2021)
- Secondo Luca e Marco, di e regia di Rosa A. Menduni e Roberto De Giorgi (2024)
- Premio Produzione, di e regia di David Mastinu (2025)